# Thomas Köves-Zulauf
Thomas Köves-Zulauf (* 8. August 1923 in Kalaznó, Königreich Ungarn; † 26. August 2022) war ein deutscher Klassischer Philologe und Religionswissenschaftler ungarndeutscher Herkunft.

## Leben und wissenschaftliches Wirken
Thomas Theophil Köves-Zulauf, der Sohn eines Pfarrers, besuchte von 1933 bis 1937 das Mátyás Király Realgymnasium in Budapest und von 1937 bis 1941 das Evangelische Gymnasium Budapest. Nach der Reifeprüfung am 11. Juni 1941 studierte er Klassische Philologie, Alte Geschichte und Klassische Archäologie an der Universität Budapest und am Eötvös-József-Kollegium in Budapest. 1943 absolvierte er einen Sommerkurs an der Ruprecht-Karls-Universität Heidelberg.
Köves-Zulauf absolvierte im Juli 1945 das Staatsexamen, am 19. Dezember 1945 das Assessorexamen und wurde am 10. Mai 1946 zum Dr. phil. promoviert. 1947 ging er als Stipendiat an die Universität Zürich. Im September desselben Jahres erhielt er einen Lehrauftrag für Griechisch am Eötvös-József-Kollegium. Gleichzeitig arbeitete er als Pressereferent am ungarischen Außenministerium. Von 1949 bis 1950 war er Wissenschaftlicher Redaktor beim Universitätsverlag Budapest.
Von 1950 bis 1953 absolvierte Köves-Zulauf ein Zweitstudium des Russischen an der Universität Budapest. Gleichzeitig arbeitete er als Studienrat am Gymnasium. Für die Jahre 1957 bis 1959 erhielt er ein Stipendium für Forschungsaufenthalte in Wien und in Brüssel.
Nach seiner Forschungsreise emigrierte Köves-Zulauf in die Bundesrepublik Deutschland. Von 1959 bis 1963 arbeitete er als Studienrat am Gymnasium Philippinum Marburg, ab dem Sommersemester 1963 als Lehrbeauftragter an der Philipps-Universität Marburg. Am 1. Oktober 1963 wurde er hier zum Studienrat im Hochschuldienst ernannt, am 30. September 1966 wurde er zum Oberstudienrat befördert. Am 10. Dezember 1969 habilitierte er sich und am 27. Juli 1971 wurde er schließlich zum Professor ernannt. In den akademischen Jahren 1972/1973 und 1980/1981 war Köves-Zulauf Dekan des Fachbereichs Altertumswissenschaften der Philipps-Universität.
Nach seinem Eintritt in den Ruhestand 1988 wirkte er als Gastprofessor an den Universitäten Budapest (1991), Debrecen (1992, 1994, 1996, 1997) und Szeged (1995).
Seine Forschungsschwerpunkte lagen im Bereich der römischen Religion und Mythologie. Köves-Zulaufs Interesse galt dabei insbesondere religiösen Riten. Seine Kleinen Schriften erschienen 1988 und 2003 in zwei Bänden.

## Auszeichnungen und Ehrungen
- korrespondierendes Mitglied der Société Hongroise des Études Classiques (Budapest) (1983)[2]
- Ehrenbürger der Stadt Debrecen (1996)
- Ehrendoktor der Universität Debrecen (2006)
- ausländisches Mitglied der Ungarischen Akademie der Wissenschaften (2007)
- István Hahn Lecturer der Universität Budapest (2008)
- Jenő-Ábel-Medaille der Ungarischen Gesellschaft für Altertumswissenschaften (2017)[3]

## Veröffentlichungen (Auswahl)
- Die Kosmologie des Xenophanes. Maschinenschriftliche Dissertation, Budapest 1946.
- Reden und Schweigen. Römische Religion bei Plinius Maior (= Studia et Testimonia Antiqua. Band 12). Fink, München 1972 (Habilitationsschrift, Marburg 1969).
- Kleine Schriften. Herausgegeben von Achim Heinrichs. Winter, Heidelberg 1988, ISBN 3-533-04096-8 (enthält auch Lebensdaten sowie ein Werkverzeichnis).
- Römische Geburtsriten (= Zetemata. Heft 87). C. H. Beck, München 1990, ISBN 3-406-33714-7.
- Bevezetés a római vallás és monda történetébe. Budapest 1995 (ungarisch; Einführung in die römische Religions- und Sagengeschichte).
- Kleine Schriften II. Görich und Weiershäuser, Marburg 2003, ISBN 3-89703-575-8.
- Die Tugend der keuschen Kydippe: Schein und Sein (= István Hahn Lectures. Band 1). Eötvös Loránd Universität, Budapest 2009, ISBN 978-963-284-136-6.